# Glicolípid

Estructura química dels glicolípids

Els glicolípids, glucolípids o glicoesfingolípids són esfingolípids compostos per una ceramida (esfingosina + àcid gras) i un glúcid de cadena curta; manquen de grup fosfat. Els glucolípids formen part de la bicapa lipídica de la membrana cel·lular; la part glucídica de la molècula està orientada cap a l'exterior de la membrana plasmàtica i és un component fonamental del glicocàlix, on actua en el reconeixement cel·lular i com receptors antigen.
Entre els principals glícids que formen part dels glicolípids trobem a la galactosa, mannosa, fructosa, glucosa, N-acetilglucosamina, N-acetilgalactosamina i l'àcid siàlic. Depenent del glicolípid, la cadena glucídica pot contenir, en qualsevol lloc, entre un i quinze monòmers de monosacàrids. Igual que el cap de fosfat d'un fosfolípid, el cap de carbohidrat d'un glicolípid és hidròfil, i les cues dels àcids grassos són hidròfobes. En solució aquosa, els glicolípids es comporten de manera similar als fosfolípids.

## Tipus

β-D-Galactosilceramida, un galactocerebròsid; R és la cadena hidrocarbonada de l'àcid gras.

- Cerebròsids: glucoesfingolípid secill format per un únic monosacàrid unit mitjançant un enllaç β-glucosídic al grup hidroxil de la ceramida; els més freqüents tenen galactosa, i s'anomenen galactocerebròsids (com la frenosina), els trobem de manera característica a les membranes plasmàtiques de cèl·lules del teixit nerviós; els que contenen glucosa (glucocerebròsids) es troben en les membranes plasmàtiques de cèl·lules de teixits no nerviosos. Els sulfàtids posseeixen una galactosa esterificada amb un sulfat en el carboni 3.
- Globòsids: els globòsids són glucoesfingolípids amb oligosacàrids neutres units a la ceramida.
- Gangliòsids: glucoesfingolípids més complexos, estan compostos per caps polars molt grans formats per unitats d'oligosacàrids carregats negativament, ja que posseeixen una o més unitats d'àcid N-acetilneuramínic o àcid siàlic que té una càrrega negativa a pH 7. Els gangliòsids es diferencien dels anteriors per posseir aquest àcid. Estan concentrats en grans quantitat en les cèl·lules ganglionars del sistema nerviós central (SNC), especialment en les terminacions nervioses. Els gangliòsids constitueixen el 6% dels lípids de membrana de la substància grisa del cervell humà i es troben en menor quantitat en les membranes de la majoria dels teixits animals no nerviosos. Es presenten en la zona externa de la membrana i serveixen per a reconèixer les cèl·lules, per tant se'ls considera receptors de membrana. El seu nom es deu al fet que es van aïllar per primera volta de la membrana dels mitocondris de les cèl·lules ganglionars.